# Sarai Sherman
Sarai Sherman (* 2. September 1922 in Germantown (Philadelphia); † 24. Oktober 2013 in New York City) war eine US-amerikanische Malerin und Bildhauerin. Ihre Werke – Gemälde, Drucke und Keramiken – werden dem Abstrakten Expressionismus zugerechnet.

## Leben
Sarai Sherman wuchs in Germantown (Philadelphia) auf und malte bereits als Schulkind. Nach dem Besuch der Kensington High School – ebenfalls in Philadelphia – machte sich Sarai Sherman in der Barnes Foundation mit den Impressionisten bekannt und schloss das Kunststudium an der Tyler School of Art der Temple University mit dem Bachelor of Fine Arts und dem Bachelor of Science ab. Ihre Lehrer waren während der fünf Jahre dort bei Stella Elkins Tyler der in Russland geborene Rodin-Schüler Boris Blai (1893–1985), der Grafiker Earl Horter (1881–1940) – ein Amerikaner und die deutsche Choreografin Hanya Holm.
Das Studium der Kunstgeschichte und Malerei absolvierte sie an der University of Iowa als Magister artium. Anschließend ging Sherman nach New York und arbeitete als Designerin – entwarf Muster für Textilien und Tapeten. Während des Krieges lebte sie in Eagle Pass (Texas). Das Regiment ihres Ehemannes war auf einem Luftwaffenstützpunkt stationiert. Das Paar bekam den Sohn Nick.
Ein Fulbright-Stipendium erlaubte Shermann 1952 bis 1954 einen Italien-Aufenthalt. Zunächst erlernte sie ein halbes Jahr lang in Umbrien Italienisch und ging dann als Malerin nach Rom. Im süditalienischen Matera reflektierte sie eine Erfahrung in ihren Bildern: die Verarmung der Bevölkerung im Nachkriegseuropa. 1955 in die Vereinigten Staaten zurückgekehrt, orientierte sie sich in den nächsten Jahren am impressionistischen Erbe der französischen Meister des späten 19. Jahrhunderts. Eines ihrer weiblichen Vorbilder war die emanzipierte Künstlerin Georgia O’Keeffe.

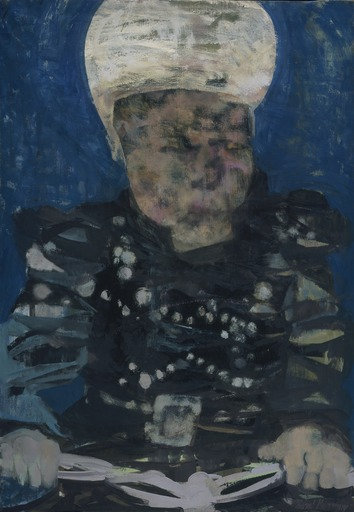
Bear Cat (1959)

Sarai Sherman experimentierte mit Tiefdrucken; porträtierte in den 1960er Jahren Marilyn Monroe, Jimi Hendrix, Janis Joplin und Raphael Soyer – die Rock-’n’-Roll-Ikonen innerhalb einer Serie als neun Bildern, benannt Folk Rock Blues and Flower Children; integriert mit Texten der Beatles und von Donovan. Als Bildhauerin schuf sie öffentliche Kunst – zum Beispiel 15 Gemälde (darunter Bear Cat) in New York City und Washington, D.C. sowie die Marmorschafe in Waterbury (Vermont). Der Bogen ihres Schaffens überspannte die Zeiten. 1964 schuf sie Bacchantinnen, inspiriert durch das Drama des Euripides.
Des Öfteren kehrte die Designerin Sarai Sherman in ihre Wohnung nach Rom zurück und schuf Keramiken, Vasen, Teller et cetera als Auftragskunst.
1999 wurde Sarai Sherman in die New Yorker National Academy of Design gewählt.

## Werke (Auswahl)
Vertreten in ständigen Ausstellungen
- New York City: MoMA[4]
- Manhattan: Whitney Museum of American Art[5]
- Syracuse (New York): Syracuse University
- Washington, D.C.: Hirshhorn Museum and Sculpture Garden[6]
- Rom: Galleria Nazionale d’Arte Moderna
- Florenz: Uffizien
- Dubai: Sconci Art Gallery
- Jerusalem: Israel-Museum
- Bratislava: National Gallery of Modern Art → Slovak National Gallery[7]
- Museum für zeitgenössische Kunst Skopje
- Ghilarza/Sardinien: Casa museo Antonio Gramsci

- 1962 Eintrag bei Web umenia (slowakisch)

Präsenz in den Jahren 1951 bis 1982
- New York City: ACA Galleries[8],
- Rom: Galleria La Nuova Pesa[9],
- Turin: Galleria Viotti (Turin),
- New York City: Forum Gallery[10],

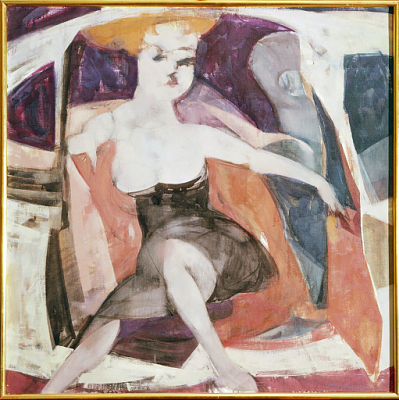
Baby Doll (1957)

- Chicago: Fairweather Hardin Gallery[11],
- Salzburg: Galerie Welz[12],
- Neusatz/Serbien: Salon Tribune Mladih ()[13],
- Mailand: Galleria dell’Orso
- Bologna: Studio 5
- Toronto: Madison Gallery
- Rom: Galleria Giulia

## Preise
- 1949 Pepsi Cola Award, USA
- 1952 Fulbright Grant in Painting, Italien
- 1964 Award for Painting, American Academy of Arts and Letters, New York
- 1964 Premio Cecina
- 1965 Premio Resistenza, Pistoia
- 1965 Premio San Giovanni (Goldmedaille)
- 1967 Premio Marzotto
- 1969 Premio Acireale (Silbermedaille)
- 1970 Childe Hassan Purchase Prize, National Institute of Arts and Letters, New York
- 1975 Premio San Marino
- 1976 Proctor Prize, National Academy of Design, New York